# Stephen Venables
Stephen Venables (* 1954 in London) ist ein britischer Bergsteiger und Schriftsteller. Er steht zurzeit der South Georgia Association vor und war von 2005 bis 2007 Präsident des Alpine Club.

## Bergsteiger

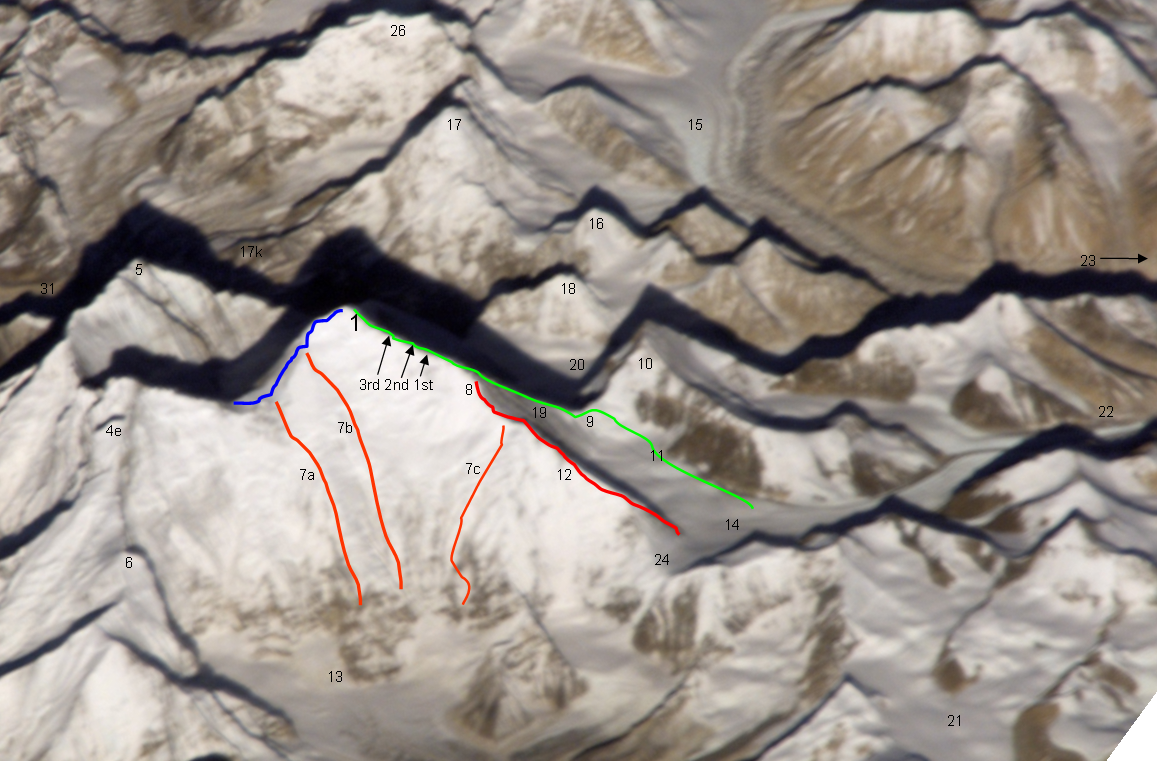
Mount Everest von Osten, Kangshung-Wand, Routen
obere Normalroute Süd aus Nepal Western Qwm ab Südsattel
Normalroute Nord aus dem Ost-Rongpu-Tal
(12) Nordostgrat
(7a) Stephen Venables et al. 1988
(7b) US-amerikanische Expedition 1983 (C.Buhler et al.)
(7c) „Phantasy Ridge“ (unerstiegen)

1988 war Venables der erste Brite, der den Mount Everest ohne Flaschensauerstoff bestieg. Sein Anstieg geschah auf einer (bis zum Südsattel) neuen Route durch die Kangshung-Wand von Osten aus Tibet, den er ohne Unterstützung durch Sherpas mit nur drei anderen Bergsteigern, den US-Amerikanern Robert Anderson und Ed Webster und dem Kanadier Paul Teare unternahm. Alle vier erreichten über die Kangshung-Wand den South Col, aber Teare entschied sich abzusteigen wegen Verdachts auf Höhenkrankheit. Die anderen drei versuchten sich am Gipfelgrat der 1953er Hillary-Route, aber Anderson und Webster sahen sich am Südgipfel zur Umkehr gezwungen. Zwischenzeitlich ging Venables zum Gipfel und erreichte ihn spät am Nachmittag gegen 15:40 Uhr. Weil er spät abstieg, entschied er sich hoch oben zu einem Freibiwak auf 8600 Metern, statt sich in der Dunkelheit dem Risiko eines Absturzes auszusetzen. Anderson und Webster verbrachten die Nacht in einem verlassenen Zelt einer japanischen Expedition. Im Morgengrauen gingen Anderson und Webster zurück auf den Berg, um Venables zu suchen, der beinah zu Tode erfroren war. Das Bild, das sie vom halb erfrorenen, eisbehängten und verängstigten Venables machten, gilt als eine Ikone der Gefahren am Everest. Anderson und Webster belebten Venables wieder und geleiteten ihn herab zu ihren eigenen Zelten am South Col.
Auf dem South Col hatten sie noch überlegt, angesichts ihres angeschlagenen Zustandes eventuell einfacher und besser nach Westen ins Tal des Schweigens, das Western Qwm, nach Nepal abzusteigen, unterließen dies aber, da sie sich nicht sicher waren, ob so spät in der Saison auf der Normalroute noch andere Bergsteiger und deren Zelte verfügbar waren – ihre Funkgeräte funktionierten nicht. Die Aussicht, unter Umständen ohne die Hilfe Dritter durch den Khumbu-Eisbruch klettern zu müssen, ließ sie sich dann entscheiden, wieder auf ihrer eigenen, hoch gefährlichen Route die Kangshung-Wand nach Tibet hinabzugehen. Sie benötigten weitere drei Tage, um in einem unglaublich schwierigen Abstieg durch Lawinen, Nebel und Kälte die Wand wieder herabzukommen. Hierzu gehörte eine Umkehr vor der Nacht zurück in eines der hunderte Meter höher gelegenen Wandlager, weil ihnen eine extrem gletscherspalten-gefährdete Fläche im Dunkeln für den weiteren Abstieg zu gefährlich wurde. Die drei Bergsteiger erlitten schwere Erfrierungen; Webster hatte am meisten darunter zu leiden.
Venables’ andere Himalaya-Erstbesteigungen eröffneten neue Routen im Hindukusch (1977), Kishtwar Shivling (1983), Solu Tower (1987), den Südwestgrat des Kusum Kanguru (1991) und den Panch Chuli V (1992). Während des Abstiegs vom Panch Chuli V brach sich Venables die Beine bei einem Sturz, als ein Abseilanker versagte; dank seiner indischen und britischen Teamkameraden und dank der Indian Air Force wurde er gerettet. Von dieser Expedition wurde in seinem Buch A Slender Thread und in Victor Saunders’ No Place to Fall berichtet. Venables machte auch Erstanstiege in Peru, Bolivien, Patagonien und Südgeorgien. Er erschien in einigen Dokumentationssendungen der BBC und in dem IMAX-Film Shackletons Antarktis-Abenteuer. Für seine geographischen Entdeckungen in Hochgebirgen weltweit erhielt Venables 2024 die Patron’s Medal der Royal Geographical Society.

## Leben
Er wurde als ältester von fünf Geschwistern geboren und wuchs in Surrey auf. Mit 17 Jahren begann er vom Bergsteigen zu träumen und setzte seinen Traum ab den frühen 1970er Jahren in der Realität um.
Am 6. Juni 1991 wurde Venables Vater; sein Sohn Ollie wurde geboren. Bei Ollie Venables wurde im Alter von zwei Jahren Autismus diagnostiziert und Leukämie, als er vier Jahre alt war. Ollie war damit das einzige bekannte Kind in Großbritannien, das sowohl an Autismus als auch an Leukämie litt. Nach mehreren krebsfreien Jahren entwickelte sich bei Ollie ein Hirntumor, an dem er im Alter von 12 Jahren, am 16. Oktober 2003, verstarb. Sein Leben war Gegenstand des zehnten Buchs von Venables, Ollie, welches 2006 erstmals publiziert wurde.
Stephen Venables lebt heute mit seiner Frau Rosie und seinem Sohn Edmond in Bath.

## Autor
1986 gewann er den Boardman-Tasker-Preis für sein erstes Buch Painted Mountains: Two Expeditions to Kashmir.
Der Preis des Besten Bergsteigerbuchs - Mountain Literature beim 2007er Banff Mountain Book Festival ging an Venables für sein Buch Higher Than the Eagle Soars: A Path to Everest (Höher als der Adler kreist – ein Weg zum Everest)”.